# Miha Hočevar
Miha Hočevar, slovenski režiser, scenarist, producent in predavatelj, * 22. maj 1963, Ljubljana

## Življenjepis
V Ljubljani je končal osnovno šolo in leta 1983 maturiral na poljanski gimnaziji. Od leta 1985 do 1989 je študiral filmsko in televizijsko režijo na AGRFT. Doslej je posnel šest celovečernih filmov.
Gremo mi po svoje je v prvem vikendu predvajanja privabil rekordno število gledalcev v samostojni Sloveniji - 18.686. Do konca januarja 2011 si je film ogledalo 183.459 gledalcev gledalcev, s čimer je bil takrat najbolj gledani slovenski film po osamosvojitvi. Za ta dosežek je Hočevar prejel tudi viktorja za posebne dosežke in 8 zlatih rol.
V času desno-sredinske vlade 2020-2022 je bil med glasnejšimi aktivisti za zasuk vladajoče politike, predvsem, na področju kulture in covidinih ukrepov.
Je sin igralca Janeza Hočevarja - Rifleta in Žive Novak Hočevar, Rifletove prve žene.

## Filmografija
- Herzog (1997) - scenarij
- Jebiga (2000) - režija in scenarij
- Na planincah (2003) - režija in scenarij
- Distorzija (2009) - TV-film, režija
- Gremo mi po svoje (2010) - scenarij in režija
- Gremo mi po svoje 2 (2013) - scenarij in režija